# Гётте, Лоренц
Лоренц Гётте (англ. Lorenz Goette) — профессор экономики Боннского университета, с 2018 года занимает пост профессора и заведующего кафедрой экономики Национального университета Сингапура.

## Карьера
В период с 2009 по 2016 годы являлся профессором департамента экономики и политики Лозаннского университета. Свою магистерскую степень Гетте получил в 1997 году в Цюрихском университете Швейцарии, в 2001 году в том же университете он стал кандидатом экономических наук. Далее Гётте сменил несколько мест работы. С 2001 по 2003 годы он являлся аспирантом-исследователем Калифорнийского университета в Беркли, с 2003 по 2006 он работал доцентом кафедры экономики Цюрихского университета. После смены ряда рабочих мест с 2015 года и по настоящее время Гётте занимает пост профессора экономики Боннского университета.

## Основные научные исследования
Научные интересы Гётте включают в первую очередь область поведенческой и экспериментальной экономики, исследующую систематические отклонения от реальности допущений стандартных экономических моделей. Также исследования Гетте сосредоточены на экономике труда, экономике здравоохранения и государственной политике. В настоящий момент экономист исследует размеры и последствия сокращения жесткости номинальной заработной платы, а также то, как отклонения от полной межвременной максимизации могут удивительным образом повлиять на предложение рабочей силы.

### Точки отсчета и приложенные усилия
Наиболее цитируемой работой Гетте является опубликованная в 2011 году статья, непосредственно связанная с теорией перспектив. Статья описывает лабораторный эксперимент, воссозданный совместно с рядом других ученых, в первую очередь Йоханнесом Абелером, и направленный на выявление степени воздействия изменения точек отсчета (reference point) индивида на размеры прилагаемых им усилий (effort provision). Эксперимент подразумевал выполнение участниками некоторого рутинного действия, не требующего каких-либо отличительных навыков или умственных способностей, — а именно, высчитывание количества нулей в таблице из нулей и единиц — и включал два раунда: тренировочный (для ознакомления с дизайном) и основной, в котором индивид сам решает, сколько следует затратить усилий на выполнение и когда стоит остановиться. Главный объект интереса — приложенные усилия.
В ходе основного раунда участник тянет один из двух конвертов, который вскрывается после окончания заданий. В конверте может оказаться сдельная оплата (w = 20 центов за табличку) или постоянный доход, который не зависит от приложенных усилий (f = 7 евро (группа — HI treatment) или f = 3 евро (группа — LO treatment)). Путем разделения выборки на эти группы организаторы добились случайной вариации точек отсчёта, связанных с ожидаемым выигрышем.
Для стандартных предпочтений (без точек отсчёта) размер фиксированного платежа не оказывает влияние на предельное решение индивида. Для предпочтений с точками отсчёта в виде ожиданий характерно, что в случае вытаскивания «сдельного» конверта разрыв между ним и гарантированным выигрышем будет восприниматься как потери, если we < f. И наоборот, издержки усилий будут восприниматься как потери в случае реализации превышения we > f. Исследователями было выдвинуто предположения о том, что уровень усилий (e) будет стремиться к уровню усилий, который будет характерен в случае фиксированного платежа (f).
В результате данного исследования оказалось, что в HI-treatment уровень усилий будет выше, чем в LO-treatment. Испытуемые из группы HI-treatment выполнили больше таблиц и сидели в среднем больше времени над выполнением задания. Ученые пришли к заключению, что различия между HI-treatment и LO-treatment группами невозможно объяснить моделью со стандартными предпочтениями, где нет точек отсчёта. Получившиеся в ходе исследования результаты хорошо объясняет модель с точками отсчёта в виде ожиданий индивидов.

### Арифметические способности в предсказании ипотечных дефолтов
Беспрецедентный по своим масштабам ипотечный кризис в США 2007 года и последовавший за ним мировой финансовый кризис 2008 года побудили Гётте в 2013 году совместно с Кристофером Герарди и Стивеном Майером исследовать способность индивида регулировать свои ипотечные отношения с банком, исходя из арифметических навыков и финансовой грамотности.
Экономисты провели выборочное анкетирование американцев, взявших незадолго до кризиса ипотечную ссуду на покупку дома. В общей сложности было опрошено более 300 человек. Помимо вопросов об уровне образования, семейном положении, уровне доходов и структуре расходов анкетирование включало несложные арифметические задачи.
В результе исследования оказалось, что далеко не все респонденты справились с решением задач. Кроме того, прослеживалась устойчивая обратная корреляционная зависимость между числом верно решённых задач и вероятностью возникновения задолженности перед банком. И даже если условия кредитного договора остаются неизменными, все равно такой критерий, как умение считать, позволяет довольно точно спрогнозировать, у кого возникнут проблемы с банком. Другими словами, дело не в плохих условиях кредита.
Из данного эксперимента Гётте сделал вывод о невозможности установления полного порядка в сфере ипотечного кредитования на данный момент, так как многие заемщики все ещё недостаточно финансово грамотны.

### Зависимость прилагаемых усилий работников от размеров заработной платы
В 2005 году Гётте совместно с рядом своих коллег провел полевой эксперимент направленный на выявление зависимости между предложением рабочей силы и величиной заработной платы. В ходе эксперимента рабочие могли свободно выбирать часы работы и усилия в час. В результате этого введения организаторы зафиксировали большую положительную эластичность общего предложения рабочей силы и ещё большую эластичность часов, что означает, что эластичность усилия в час отрицательна. Также исследование основывается на двух моделях, потенциально объясняющих полученные результаты: модифицированную неоклассическую модель с побочными эффектами предпочтений в разные периоды и модель с референтно зависимыми предпочтениями, не допускающими потерь. Общий вывод заключается в том, что только люди, не склонные к потерям, демонстрируют отрицательную реакцию на увеличение заработной платы.

## Основные публикации
- Reference points and effort provision (2011) J Abeler, A Falk, L Götte, D Huffman The American Economic Review 101 (2), 470—492
- The impact of group membership on cooperation and norm enforcement: Evidence using random assignment to real social groups (2006) L Goette, D Huffman, S Meier The American economic review 96 (2), 212—216
- Do workers work more if wages are high? Evidence from a randomized field experiment (2005) E Fehr, L Goette IEW Working Paper No. 125
- Cognitive skills affect economic preferences, strategic behavior, and job attachment (2009) SV Burks, JP Carpenter, L Goette, A Rustichini Proceedings of the National Academy of Sciences 106 (19), 7745
- Numerical ability predicts mortgage default (2009) K Gerardi, L Goette, S Meier Proceedings of the National Academy of Sciences 110 (28), 11267-11271
- How wages change: micro evidence from the International Wage Flexibility Project (2010) W Dickens, L Goette, E Groshen, S Holden, J Messina, M Schweitzer
- Active Decisions and Prosocial Behaviour: a Field Experiment on Blood Donation (2011) A Stutzer, L Goette, M Zehnder The Economic Journal 121 (556), F476-F493
- A behavioral account of the labor market: The role of fairness concerns (2009) E Fehr, L Goette, C Zehnder Annu. Rev. Econ. 1 (1), 355—384
- Robustness and real consequences of nominal wage rigidity (2005) E Fehr, L Goette Journal of Monetary Economics 52 (4), 779—804
- Overcoming Salience Bias?: how real-time information fosters resource conservation (with Kathrin Degen, Rafael Lalive, Verena Tiefenbeck and Thorsten Staake), Management Science 64(3), March 2018, pp. 1458—1476 • Overconfidence and social signalling (2013) SV Burks, JP Carpenter, L Goette, A Rustichini Review of Economic Studies 80 (3), 949—983